# Centruroides ixil
Espèce
Centruroides ixil est une espèce de scorpions de la famille des Buthidae.

## Distribution
Cette espèce est endémique du département du Quiché au Guatemala. Elle se rencontre vers Chajul.

## Description
Le mâle holotype mesure 68,5 mm et la femelle paratype 56,6 mm.

## Étymologie
Cette espèce est nommée en l'honneur des Ixils.

## Publication originale
- Trujillo & Armas, 2016 : « A New Species of Centruroides (Scorpiones: Buthidae) from Quiché, Northwestern Guatemala. » Euscorpius, no 233, p. 1-8 (texte intégral).